# Maison Puynesge
La maison Puynesge est un édifice situé dans la ville de Joigny, dans l'Yonne en région Bourgogne-Franche-Comté.

## Histoire
Le siècle de la campagne de construction est la 1re moitié du XVIIe siècle.
Les façades et les toitures du bâtiment donnant sur la rue et sur la cour, les façades et les toitures du bâtiment donnant sur la cour et sur le jardin, les deux perrons, les terrasses sont inscrites au titre des monuments historiques par arrêté du 24 octobre 1989.